# مارتين رينا
مارتين رينا (بالإسبانية: Martín Reyna Osorio)‏ هو لاعب كرة قدم مكسيكي في مركز الوسط، ولد في 5 ديسمبر 1961 في ولاية مكسيكو في المكسيك. لعب مع Alebrijes de Oaxaca ‏.